# هي والشياطين (فلم)
هي والشياطين هو فيلم مصري عرض عام 1969، بطولة أحمد رمزي وشمس البارودي وعادل أدهم ونوال أبو الفتوح ويوسف فخر الدين، ومن إخراج حسام الدين مصطفى.

## قصة الفيلم
عصابة تقوم بسرقة البضائع ويشارك العصابة كمال الشاب الطموح الذي يريد المال بأسرع السبل ويعاون العصابة زيزو المغامر الذي يعاني من الفقر ويطلب الثراء بأي شكل ويحب كمال الراقصة وردة التي ترفض مجالسة الزبائن، يود الزواج منها ولكن قلة المال تحول دون ذلك، يتردد كمال على صديق عمره الصياد البرنس الذي يعمل في منطقة الملاحات ويحب زميلته حميدة وتدبر العصابة عمليات تهريب ربع مليون دولار خارج البلاد، يقع اختيار رئيس العصابة على زيزو، يتفق زيزو مع كمال على تهريب هذه الأموال ويقوم كمال باستلام المبلغ، بدلاً من توصيله للعميل يطمع فيه ويخبأه في جزيرة الملاحات. تعتقد العصابة أن زيزو يطمع في مزيد من المال، لكنه يستطيع الهروب من العصابة وينكشف أمر العصابة وتقبض عليها الشرطة، ويعود زيزو للبحث عن كمال بعد أن اختفى بالنقود، أخيرا يتمكن من العثور عليه ويعترف له بمكان الأموال ثم يقتله أمام منزل حبيبته وردة ويهرب. يلفظ كمال أنفاسه الأخيرة ويعترف لوردة بمكان النقود، يحضر زيزو إلى الملاحات للبحث عن الأموال ويقابل البرنس وتحاول وردة التقرب إليه للوصول إلى مكان النقود ولأنها تريد أن تنتقم لخطيبها كمال الذي قتله زيزو. وفجأة يظهر أفراد العصابة وتحدث المطاردات ويموت زيزو ويتم القبض على أفراد العصابة ويلتقي البرنس مع خطيبته حميدة وتتركهما وردة وتركب سيارة إلى مصير مجهول.

## طاقم التمثيل
- أحمد رمزي: (البرنس)
- شمس البارودي: (وردة)
- عادل أدهم: (زيزو)
- نوال أبو الفتوح: (حميدة)
- يوسف فخر الدين: (كمال)
- حسين إسماعيل: (جاد الله)
- الطوخي توفيق: (عابدين)
- كنعان وصفي: (الخواجة بترو)
- علية فوزي: (والدة وردة)
- فايق بهجت: (زكي)
- عادل الشناوي: (الضابط)
- سالي وود: (الفتاة الأجنبية)
- بهاء عبد الحميد: (سائق النقل)
- محمد الحلو: (صالح)

## فريق العمل
- إخراج: حسام الدين مصطفى
- سيناريو وحوار: صبري عزت، حسام الدين مصطفى، فيصل ندا
- مدير التصوير: علي خير الله
- مونتاج: حسين أحمد
- إنتاج: أفلام الاتحاد (عباس حلمي)
- توزيع: هيمن فيلم

## روابط خارجية
- مقالات تستعمل روابط فنية بلا صلة مع ويكي بيانات